# Arash (Tanzania)
Arash è una circoscrizione rurale (rural ward) della Tanzania situata nel distretto di Ngorongoro, regione di Arusha. Conta una popolazione di 7 841 abitanti (censimento 2012).